# Туртроль
Туртро́ль (фр. Tourtrol) — коммуна во Франции, находится в регионе Юг — Пиренеи. Департамент коммуны — Арьеж. Входит в состав кантона Мирпуа. Округ коммуны — Сен-Жирон.
Код INSEE коммуны — 09314.

## Население
Население коммуны на 2008 год составляло 242 человека.
| 1962 | 1968 | 1975 | 1982 | 1990 | 1999 | 2008 |
| ---- | ---- | ---- | ---- | ---- | ---- | ---- |
| 145  | 165  | 175  | 187  | 194  | 204  | 242  |

## Экономика
В 2007 году среди 147 человек в трудоспособном возрасте (15—64 лет) 109 были экономически активными, 38 — неактивными (показатель активности — 74,1 %, в 1999 году было 76,5 %). Из 109 активных работали 99 человек (56 мужчин и 43 женщины), безработных было 10 (5 мужчин и 5 женщин). Среди 38 неактивных 11 человек были учениками или студентами, 11 — пенсионерами, 16 были неактивными по другим причинам.